# 류큐 해운
류큐 해운(일본어: 琉球海運)은 일본 오키나와현 나하시를 본거지로 하는 해운 회사이다. 그러나 이 해운 회사는 제2차 세계 대전이 종전하게 된 뒤 미국 통치 하의 류큐 치하에 들어가던 시절, 관민에 의해 공동으로 출자하게 되었던 형태로 설립시킨 것으로 보인다. 그러다가 이 업체가 설립 초반부터 매우 탄탄한 기업이었으나, 1972년 5월 15일, 오키나와현이 일본에 공식으로 반환된 후 회사의 경영 사정이 어렵고, 1978년을 기해 돌연 경영 파산에 들어간 상태였다. 파산 직후 회사의 경영갱생법이 제정되면서 몸집을 낮추는 작업을 하여 수익성이 없는 사업들을 처분하고 1995년 회사 갱생 절차가 완전히 종결되어 오늘에 이르고 있다. 형식상 이 해운사의 설립 시기는 1950년 1월 23일 정식으로 설립되었다. 또한 자본금은 4억 9980만엔(한국 돈으로 약 52억원대 내외)의 규모를 가지고 있으며, 종업원은 2009년 9월 1일을 기준으로 150명인 것으로 집계되었다. 그리고 약칭은 RKK LINE이다. 한 때에는 오키나와 내항선과 타이완 방향 국제선 페리편, 일본 본토행 연락선을 위주로 운항하였다.